# Brigade Maghawir
La brigade Maghawir est une unité militaire libyenne créée en 2004 et basée à Oubari, qui était exclusivement composée de Touaregs originaires du Mali ou du Niger.
La brigade était sous le commandement du général Ali Kana, un Touareg qui entretenait une relation étroite avec Mouammar Kadhafi qui commandera les forces pro-Kadhafi dans la zone Sud lors de la guerre civile libyenne de 2011.
Elle comptait 3 000 hommes, essentiellement d'origine malienne.
À la fin du mois d'août 2011, plusieurs centaines d'hommes désertèrent et retournèrent au Mali, menés par le colonel Mohamed ag Najim, pour devenir ensuite la colonne vertébrale du Mouvement national de libération de l'Azawad (MNLA). Beaucoup reviendront par la suite réintégrer la brigade.
En Libye, des déserteurs de la brigade fondèrent la première brigade révolutionnaire touareg après la chute de Tripoli, la brigade Ténére, qui entre dans Oubari au mois de septembre 2011.
Le reste de la brigade Maghawir, renommée brigade Tendé, reste la principale force dans Oubari et garde son statut officiel d'unité de l'armée libyenne.